# Dublin University Magazine
Il Dublin University Magazine era una rivista letteraria irlandese, scritta in inglese, che veniva pubblicata a Dublino, nel periodo che andava dal 1833 fino al 1882.

## Storia
Inizialmente trattava soltanto di commenti politici, poi si espanse inglobando di fatto ogni tipo di letteratura, si annovararono al suo interno giovani associati con il college, come Isaac Butt, Joseph Sheridan Le Fanu, William Carleton, James Clarence Mangan o John Anster. Anche Oscar Wilde collaborò ma ebbe alcuni piccoli screzi con il direttore dell'epoca, Keningale Cook,  e Rhoda Broughton.